# You (série télévisée)
Pour les articles homonymes, voir You.
You, ou Parfaite au Québec, est une série télévisée américaine développée par Greg Berlanti et Sera Gamble (en) et diffusée du 9 septembre 2018 au 24 avril 2025, d'abord sur la chaîne Lifetime pour sa première saison puis sur le service Netflix de la deuxième à la cinquième.
Il s'agit d'une adaptation de la série littéraire de l'autrice américaine Caroline Kepnes (en) qui met en scène le tueur en série, Joe Goldberg. La première saison adapte le premier roman, Parfaite, et la seconde sa suite, Les corps cachés (en). À partir de la troisième saison, la série met en scène une histoire inédite, n'adaptant pas les romans suivants.
Au Canada et dans les pays francophones, la série est diffusée à partir du 26 décembre 2018 sur le service Netflix.

## Synopsis

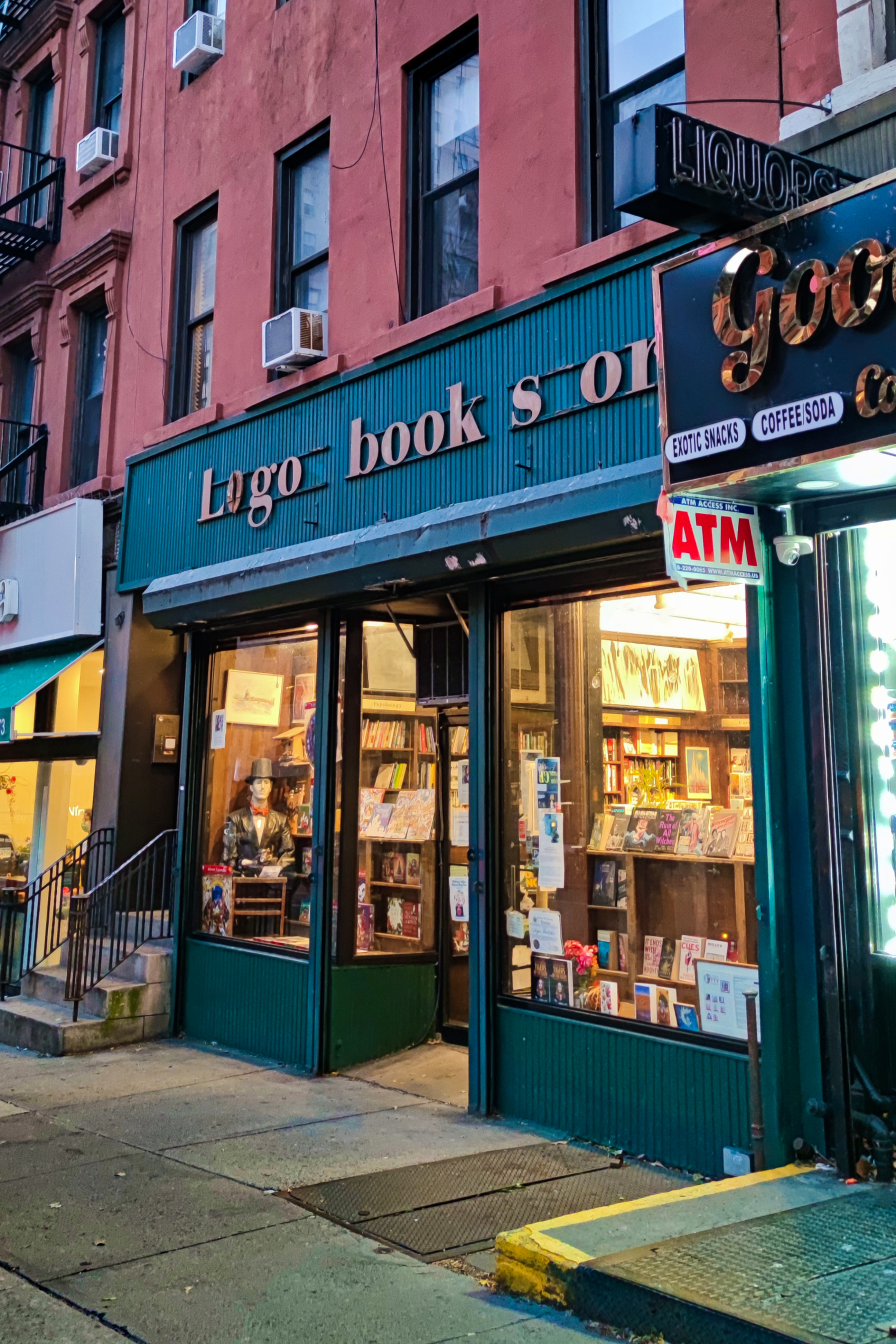
La librairie de Joe (première saison)

La première saison se concentre sur Joe Goldberg, gérant d'une modeste librairie à New York. Un jour, il fait la rencontre d'une cliente, Guinevere Beck. La jeune femme est un véritable coup de foudre pour Joe qui décide de la retrouver sur Internet.
Joe devient vite obsédé par Beck. Il l'observe et cherche à connaître chaque détail de sa vie sur les réseaux sociaux, notamment ses habitudes ou ses amis.
Persuadé qu'ils sont faits l'un pour l'autre, il va tenter de renverser tous les obstacles qui pourraient se dresser en travers de son chemin et élaborer un stratagème machiavélique pour la séduire.
Dans la deuxième saison, Joe Goldberg se retrouve à Los Angeles afin de fuir son passé et débuter une nouvelle vie sous une autre identité. Seulement, les vices qu'il tente à tout prix d'oublier ressurgissent lorsqu'il fait la rencontre de Love Quinn, nouvelle victime de sa violente obsession. Joe décide de lutter pour mener à bien cette nouvelle relation avec Love, dont il est à mille lieues de se douter qu'elle n'est finalement pas si différente de lui.
Dans la troisième saison, Joe et Love sont liés par les liens du mariage et ont accueilli Henry, leur fils. Cependant, le mariage ne fait pas perdre au jeune couple ses habitudes violentes et obsessionnelles et tandis que Joe se laisse aller à son cycle obsessionnel habituel envers de nouvelles victimes, Love semble, quant à elle, prête à tout pour que rien ne vienne compromettre le modèle de la famille parfaite qu'elle a en tête.
Dans la quatrième saison, Joe Goldberg a fui la Californie pour l'Europe, sous l'identité de Jonathan Moore. Après avoir perdu Marienne entre Paris et Londres, il est piégé par un admirateur secret qui connait son identité et ses crimes passés.
Dans la cinquième saison, Joe Goldberg a retrouvé son véritable nom, son fils, et une vie parfaite à New-York auprès de sa nouvelle épouse : il a racheté la librairie  de son enfance, joue au papa poule avec Henry, et sa femme a même accepté son côté sombre. En dépit de cette situation enviable, Joe Goldberg a toujours besoin de plus... Il y a toujours une nouvelle obsession qui le guette au détour d'une allée. Cette saison se concentre sur la question de savoir si, cette fois-ci, il arrivera à faire face à son passé.

## Distribution

### Acteurs principaux
- Penn Badgley (VF : Anatole de Bodinat) : Joseph « Joe » Goldberg
- Victoria Pedretti (VF : Fanny Bloc) : Love Quinn (saisons 2 et 3, invitée saison 4)
- Tati Gabrielle (VF : Jessica Monceau) : Marienne Bellamy (saisons 3 et 4, invitée saison 5)
- Charlotte Ritchie (VF : Flora Brunier) : Katherine « Kate » Galvin-Lockwood (saisons 4 et 5)

#### Saison 1
- Elizabeth Lail (VF : Karine Foviau) : Guinevere Beck (invitée saisons 2, 4 et 5)
- Luca Padovan (VF : Kaycie Chase (saison 1), puis Tom Trouffier (saison 5)) : Paco (invité saison 5)
- Zach Cherry (VF : Namakan Koné) : Ethan Russell (invité saison 5)
- Shay Mitchell (VF : Ingrid Donnadieu) : Peach Anaïs Salinger

#### Saison 2
- Carmela Zumbado (VF : Anouck Hautbois) : Delilah Alves
- Jenna Ortega (VF : Clara Quilichini) : Ellie Alves
- James Scully (VF : Benjamin Bollen) : Forty Quinn (invité saison 3)
- Ambyr Childers (VF : Kelly Marot) : Candace Stone (récurrente saison 1)

#### Saison 3
- Saffron Burrows (VF : Déborah Perret) : Dottie Quinn (récurrente saison 2, invitée saison 5)
- Shalita Grant (VF : Aurélie Konaté) : Sherry Conrad (invité saison 5)
- Travis Van Winkle (VF : Jérémy Prévost) : Cary Conrad (invitée saison 5)
- Dylan Arnold (VF : Martin Faliu) : Theodore « Theo » Engler

#### Saison 4
- Amy-Leigh Hickman (en) (VF : Julie Mouchel) : Nadia Farran-Fareedi (récurrente saison 5)
- Tilly Keeper (en) (VF : Anaïs Delva) : Lady Phoebe Borehall-Blaxworth (invitée saison 5)
- Ed Speleers (VF : Marc Arnaud) : Rhys Montrose
- Lukas Gage (VF : Romain Altché) : Adam Pratt
- Greg Kinnear (VF : Bruno Choel) : Thomas « Tom » Lockwood

#### Saison 5
- Madeline Brewer (VF : Elsa Bougerie) : Bronte / Louise Flannery
- Anna Camp (VF : Leslie Lipkins) : Reagan et Madison « Maddie » Lockwood
- Griffin Matthews (en) (VF : Baptiste Marc) : Theodore « Teddy » Lockwood

Photos des acteurs principaux
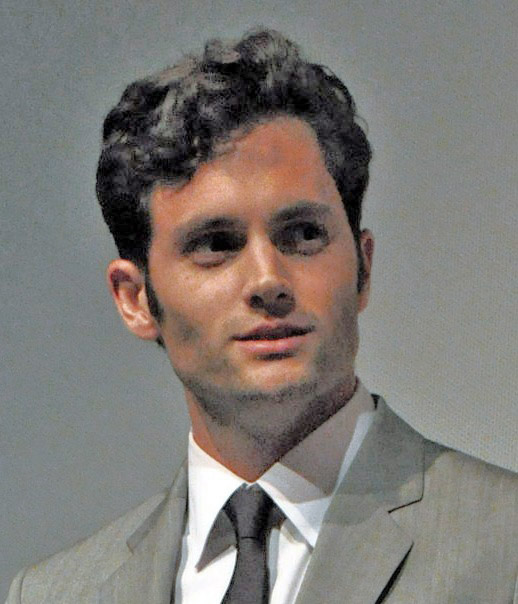
Penn Badgley interprète Joe.
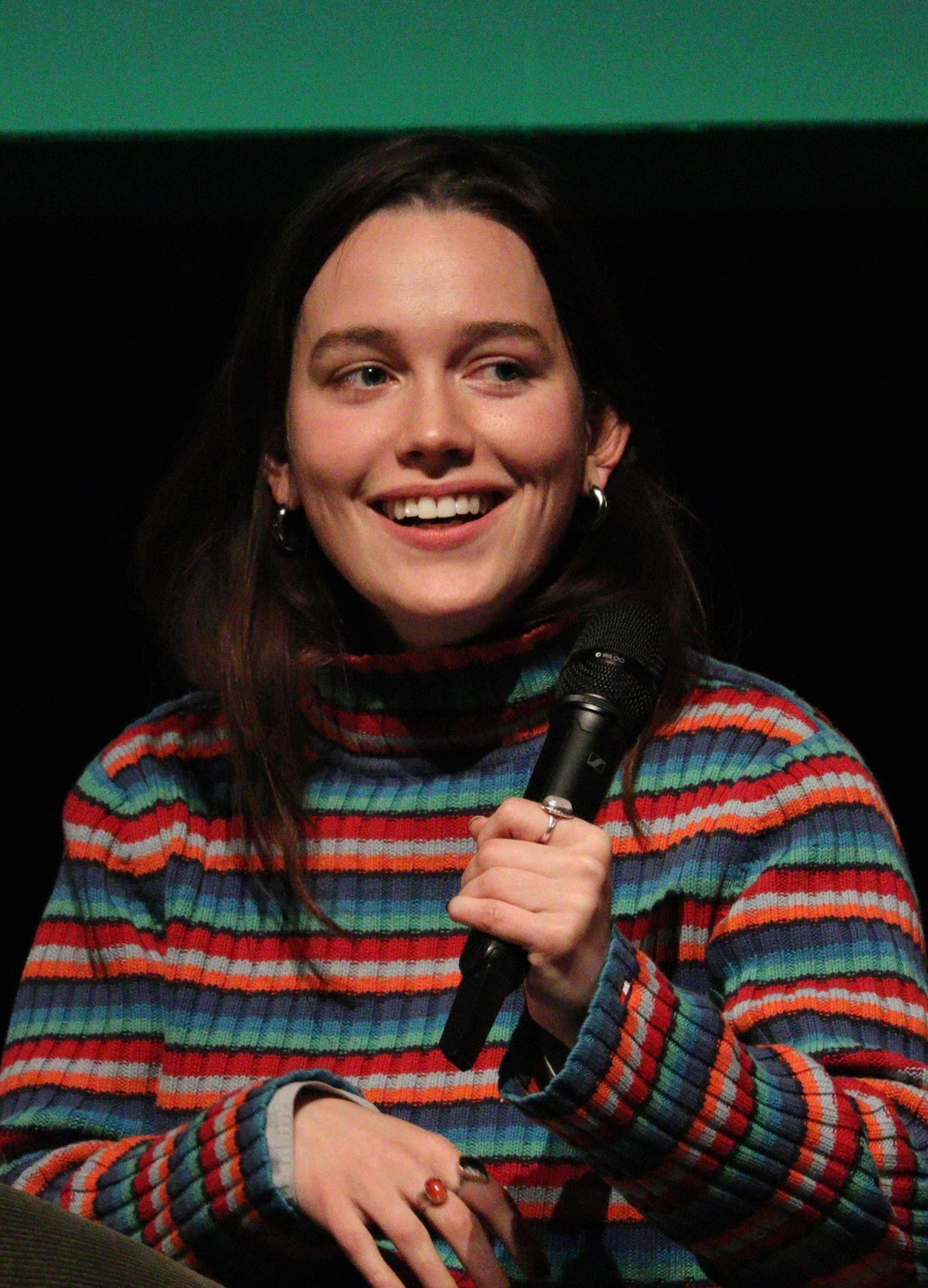
Victoria Pedretti interprète Love.
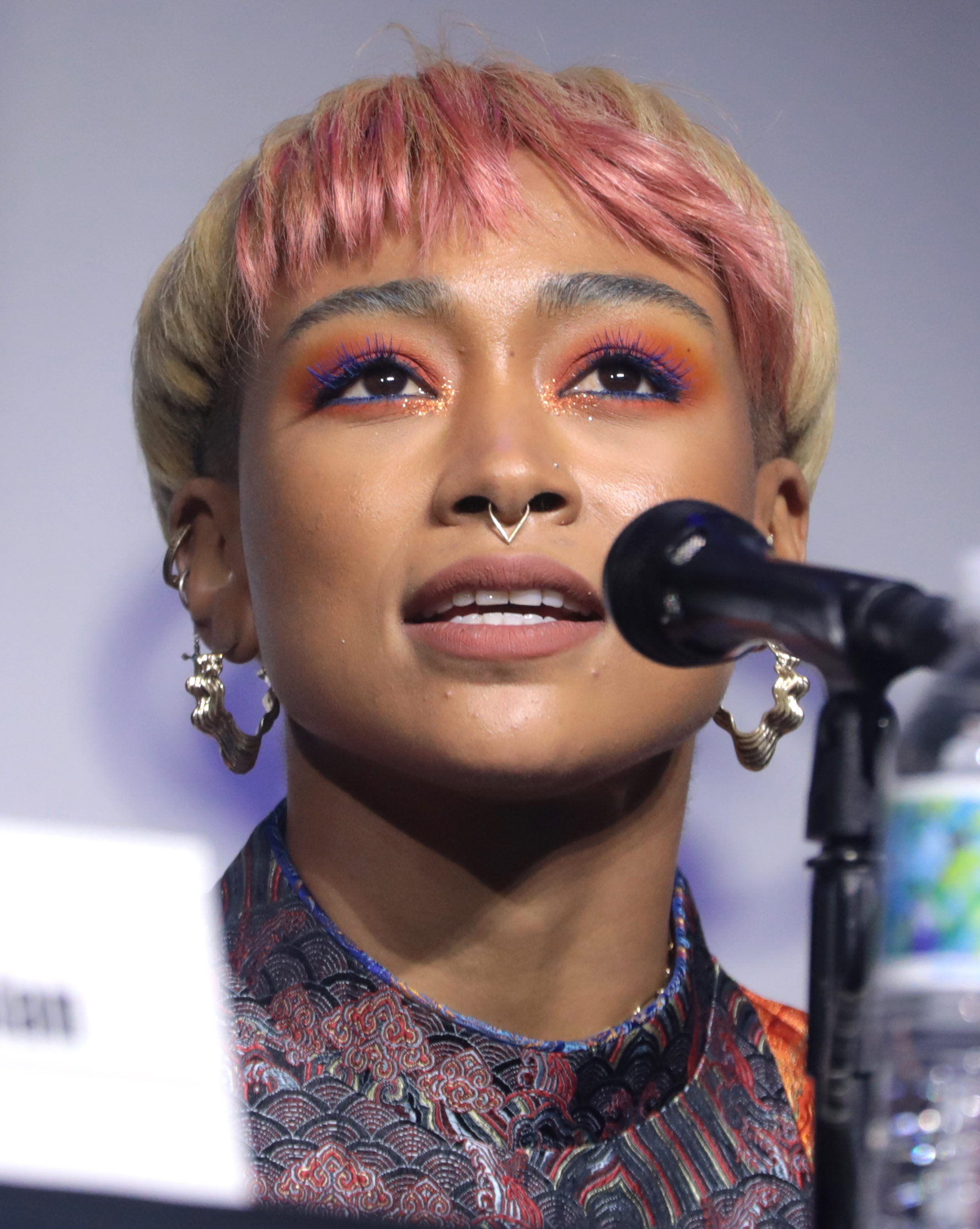
Tati Gabrielle interprète Marienne.
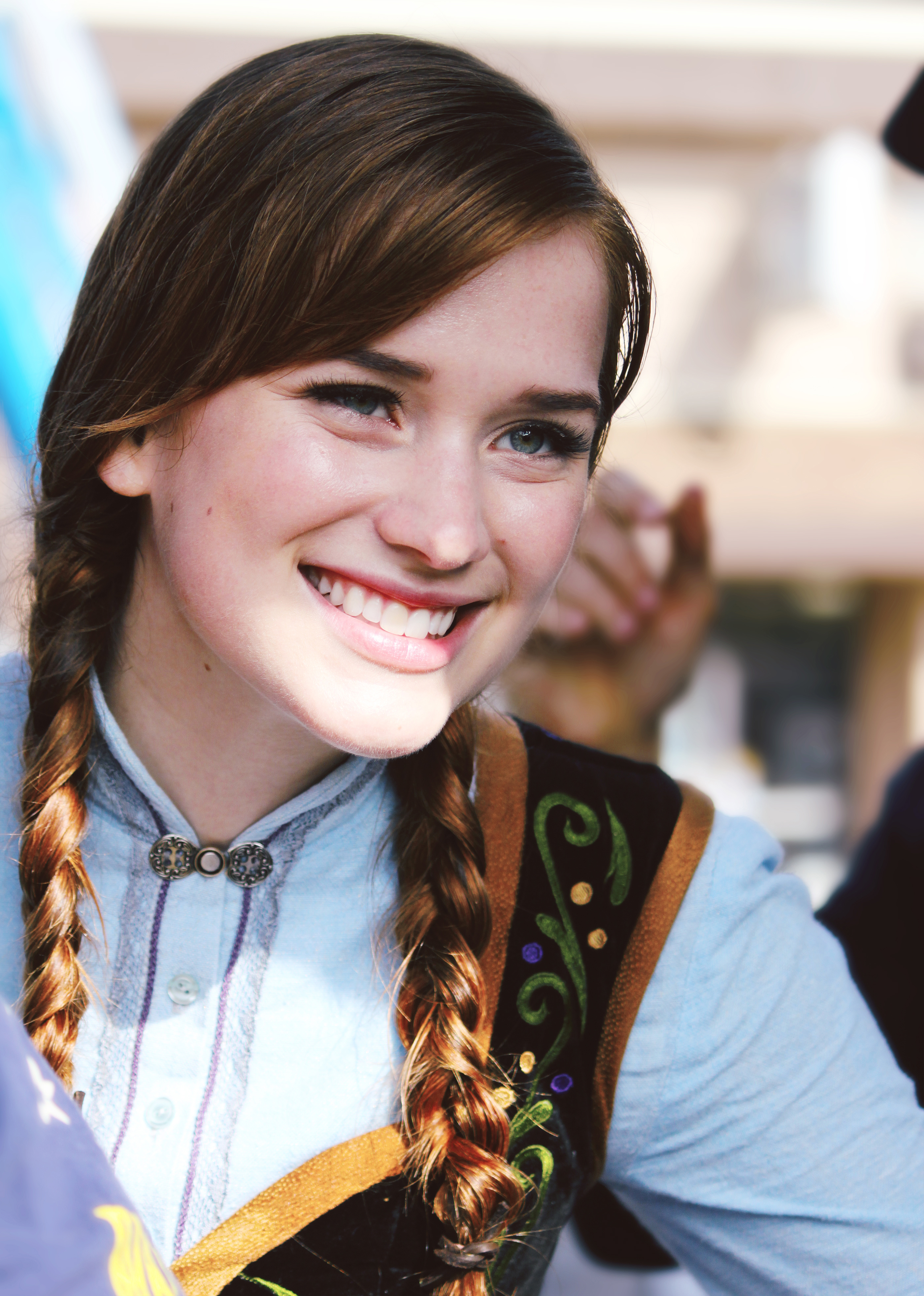
Elizabeth Lail interprète Beck.
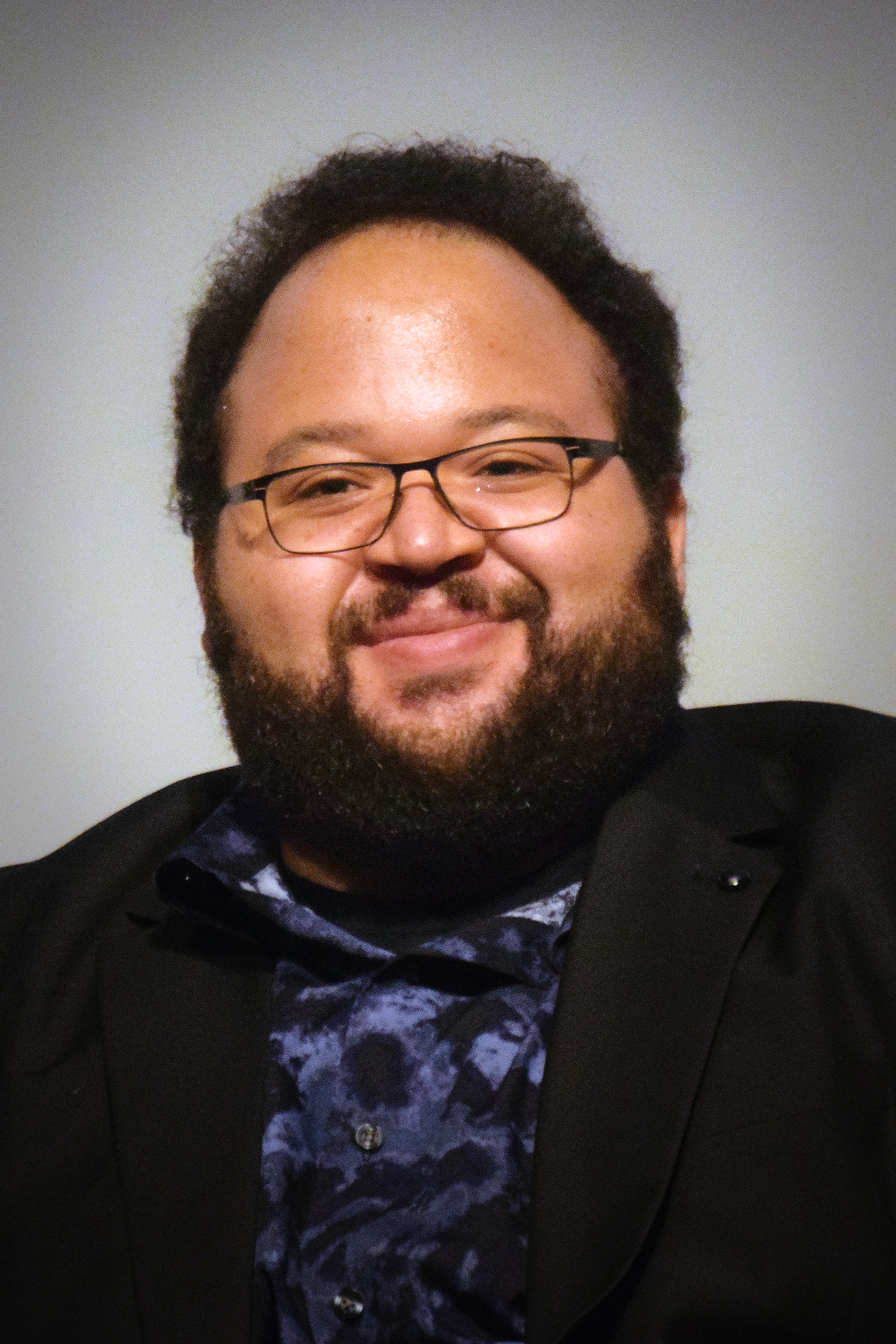
Zach Cherry interprète Ethan.
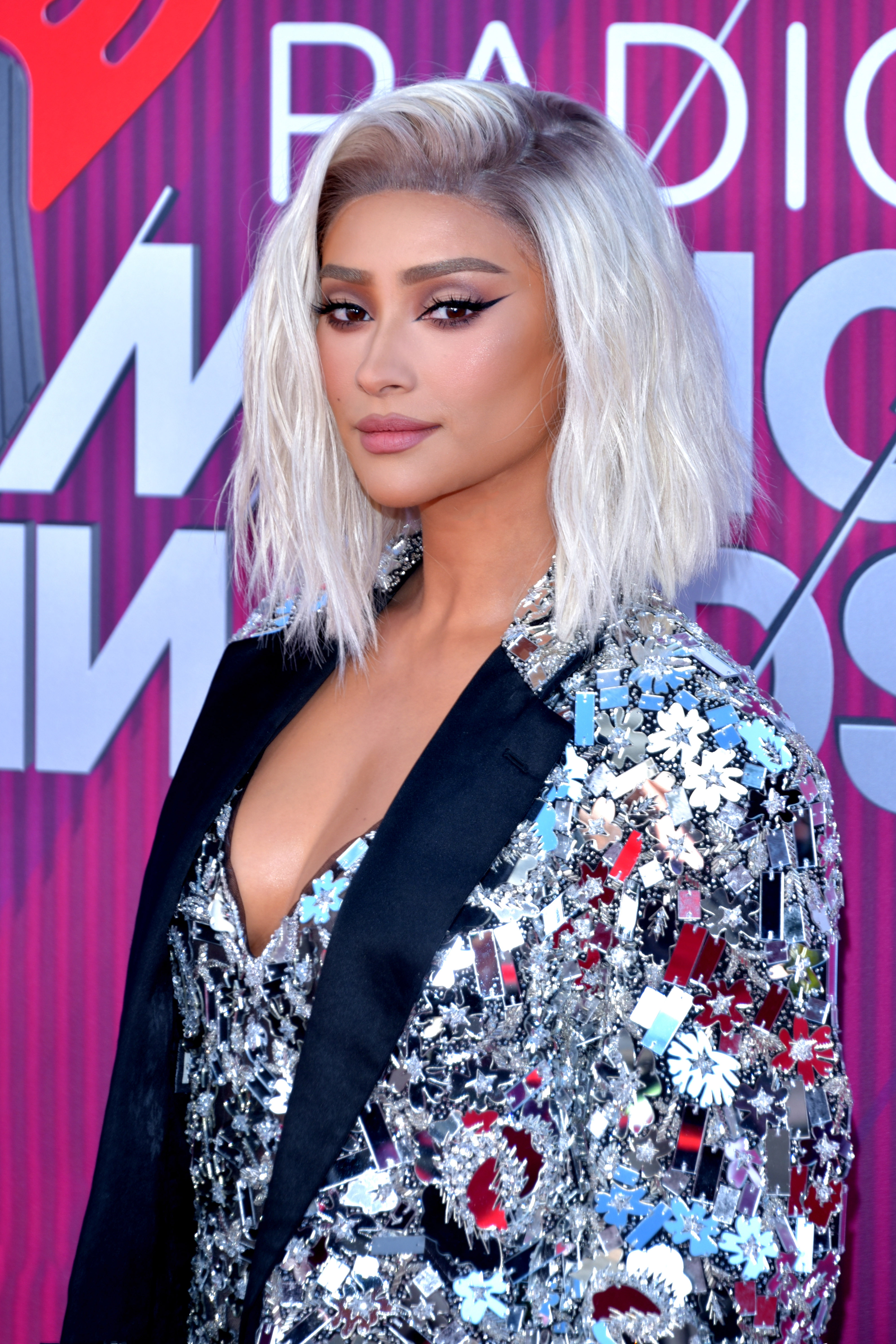
Shay Mitchell interprète Peach.
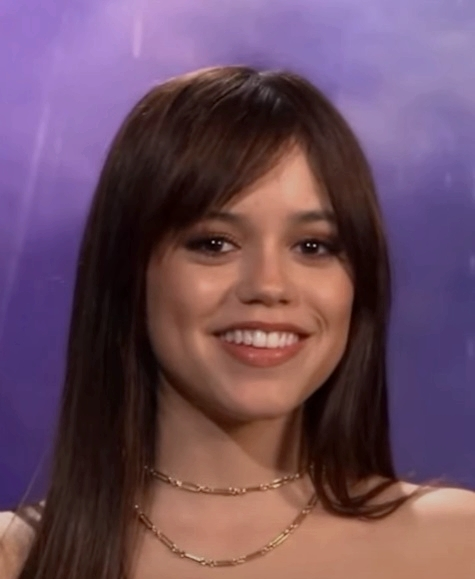
Jenna Ortega interprète Ellie.
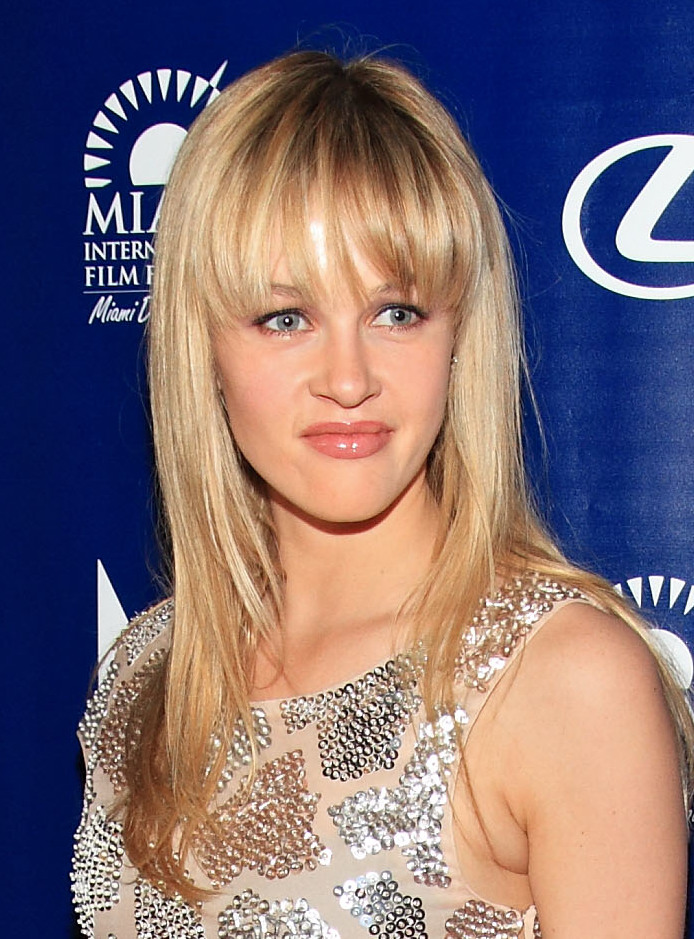
Ambyr Childers interprète Candace.
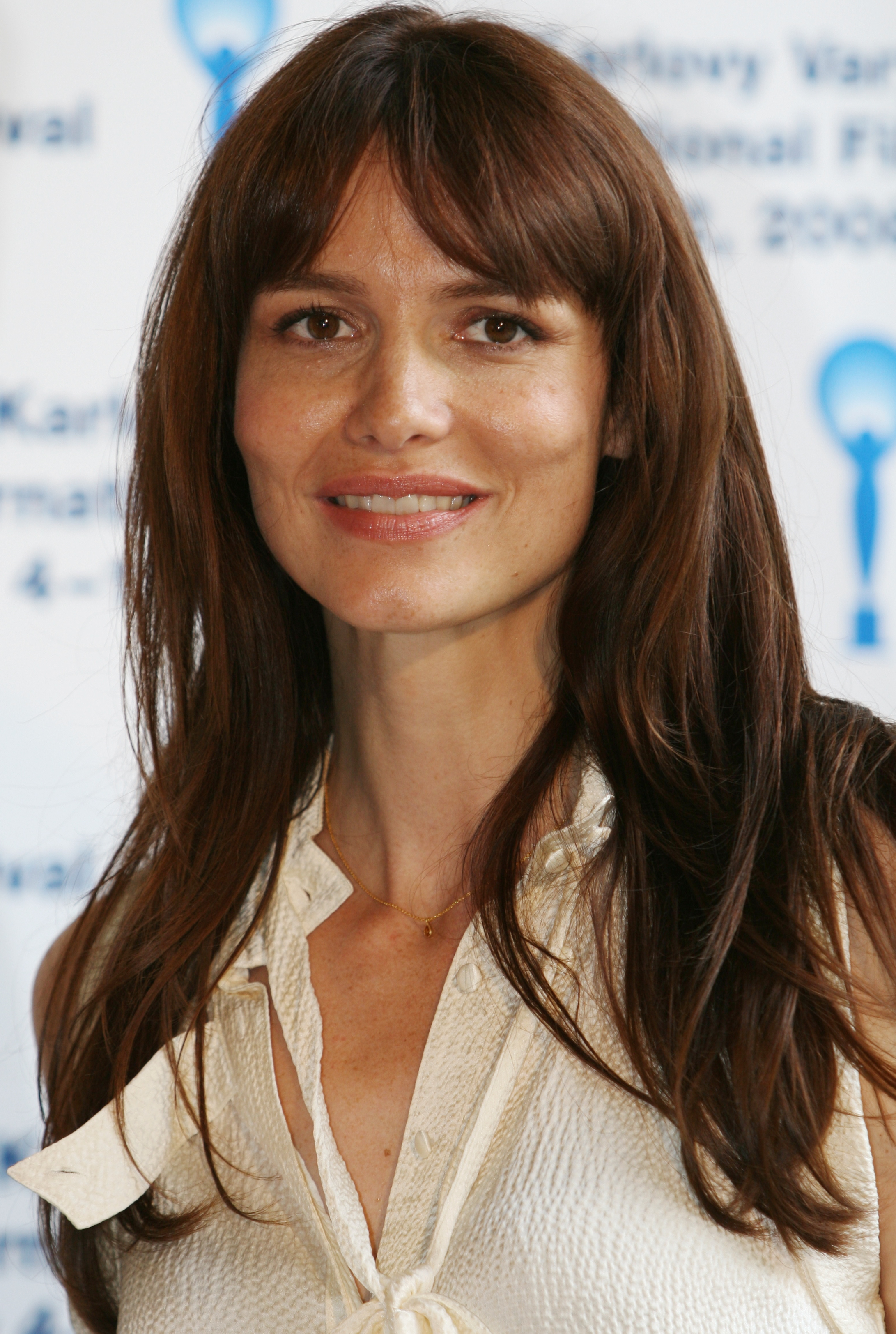
Saffron Burrows interprète Dottie.
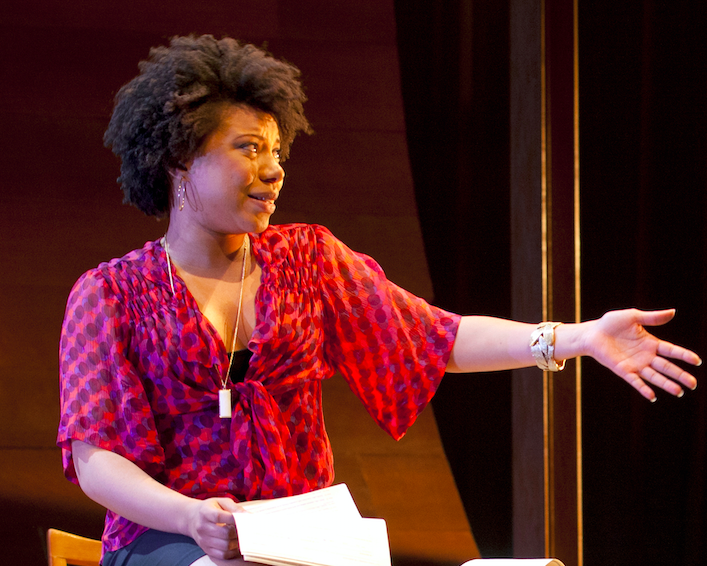
Shalita Grant interprète Sherry.
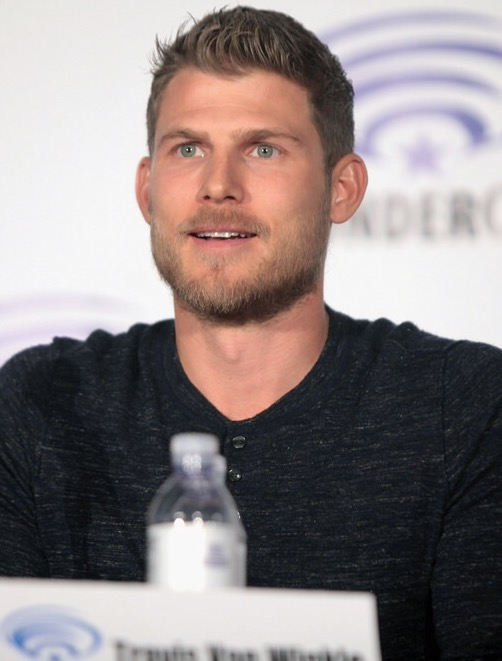
Travis Van Winkle interprète Cary.
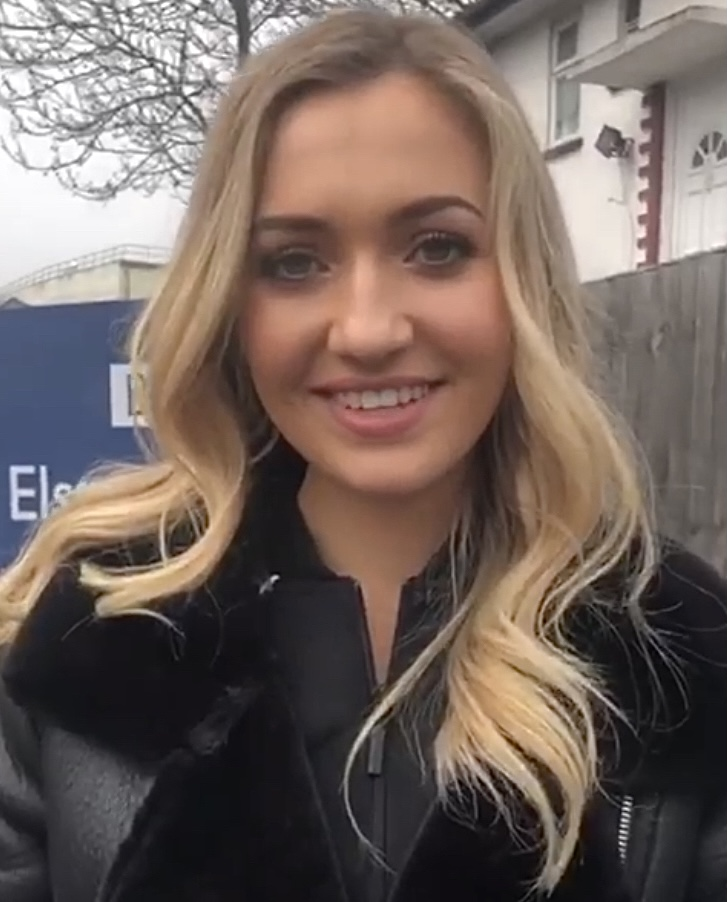
Tilly Keeper interprète Phoebe.
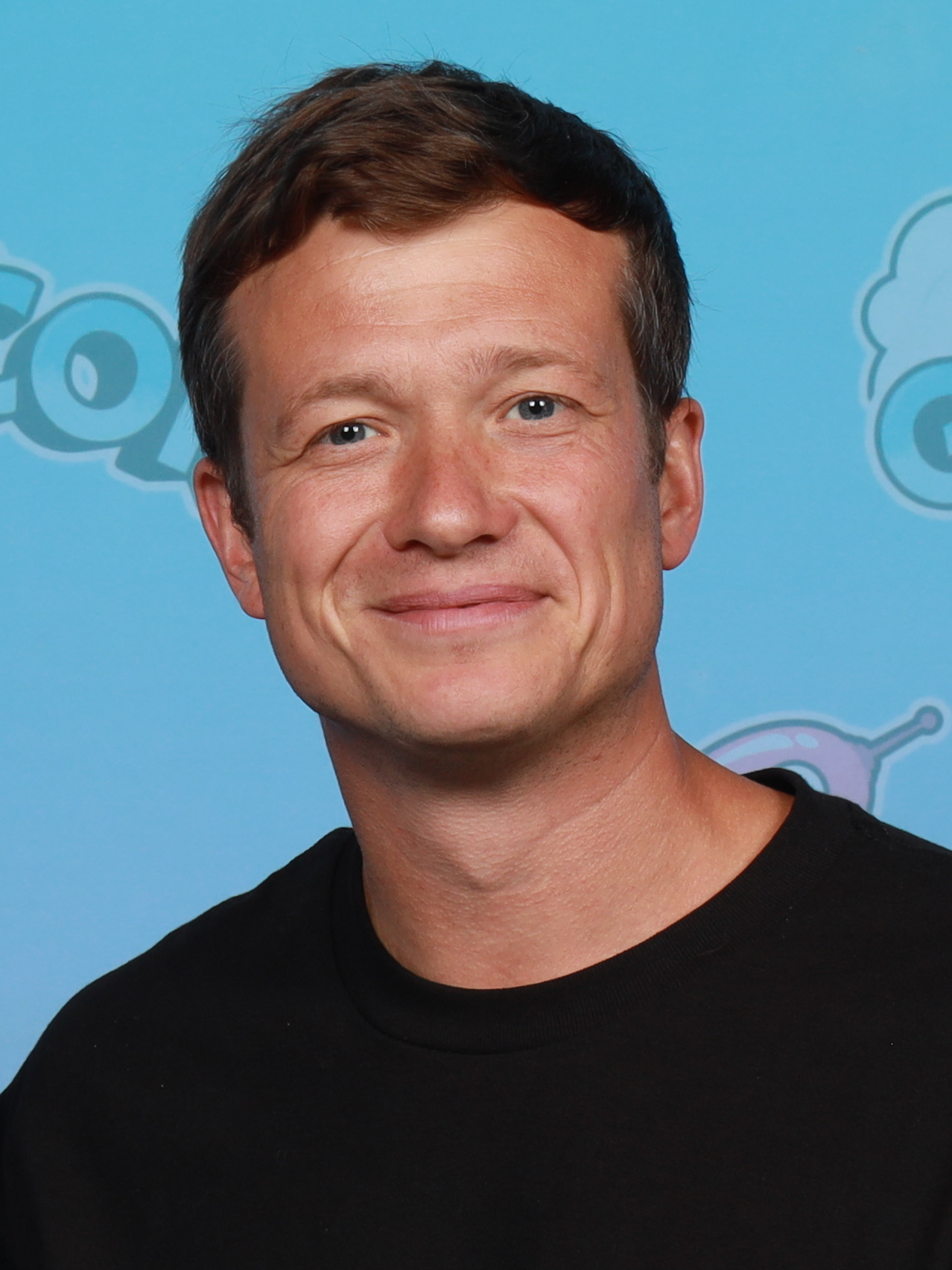
Ed Speleers interprète Rhys.
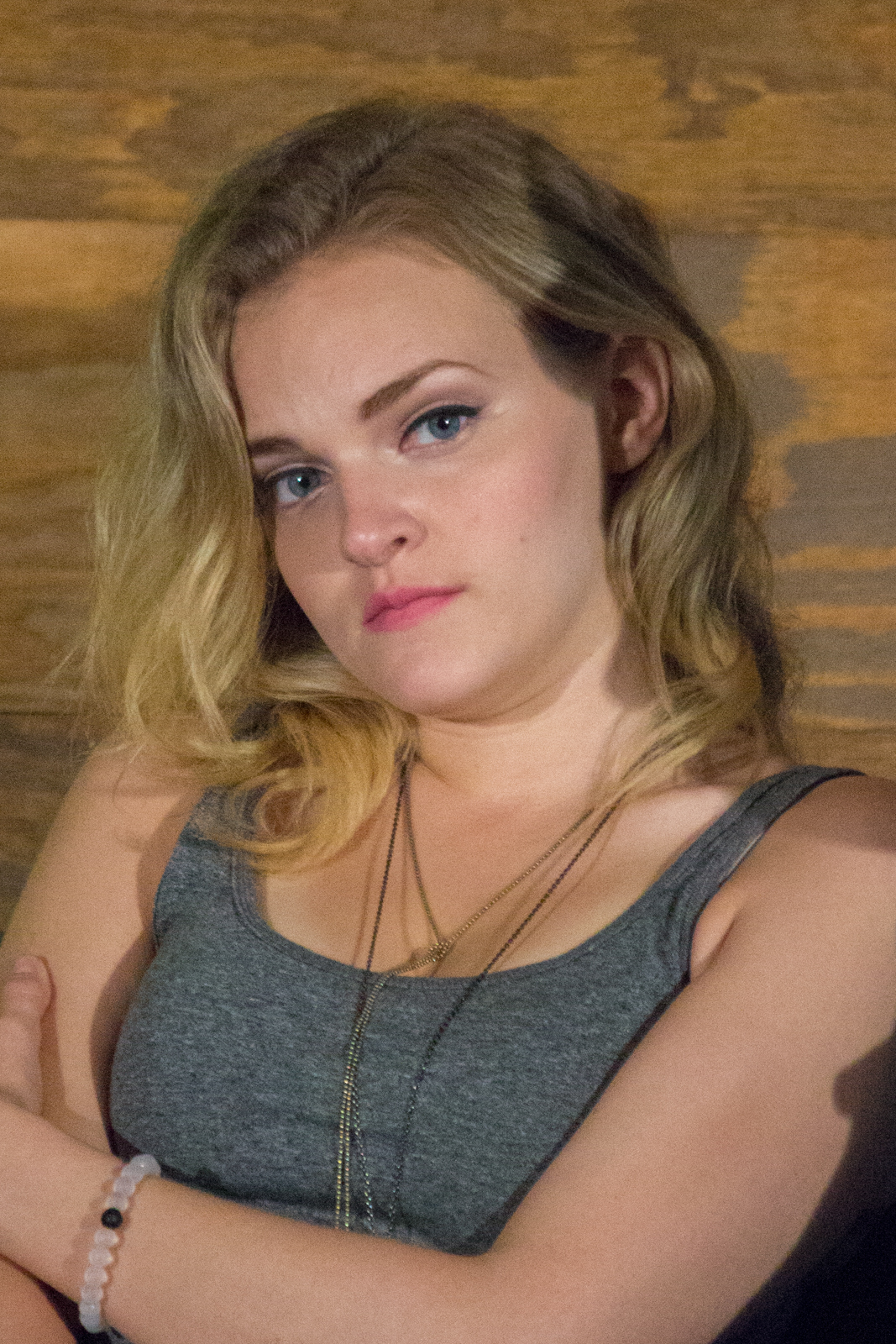
Madeline Brewer interprète Louise.
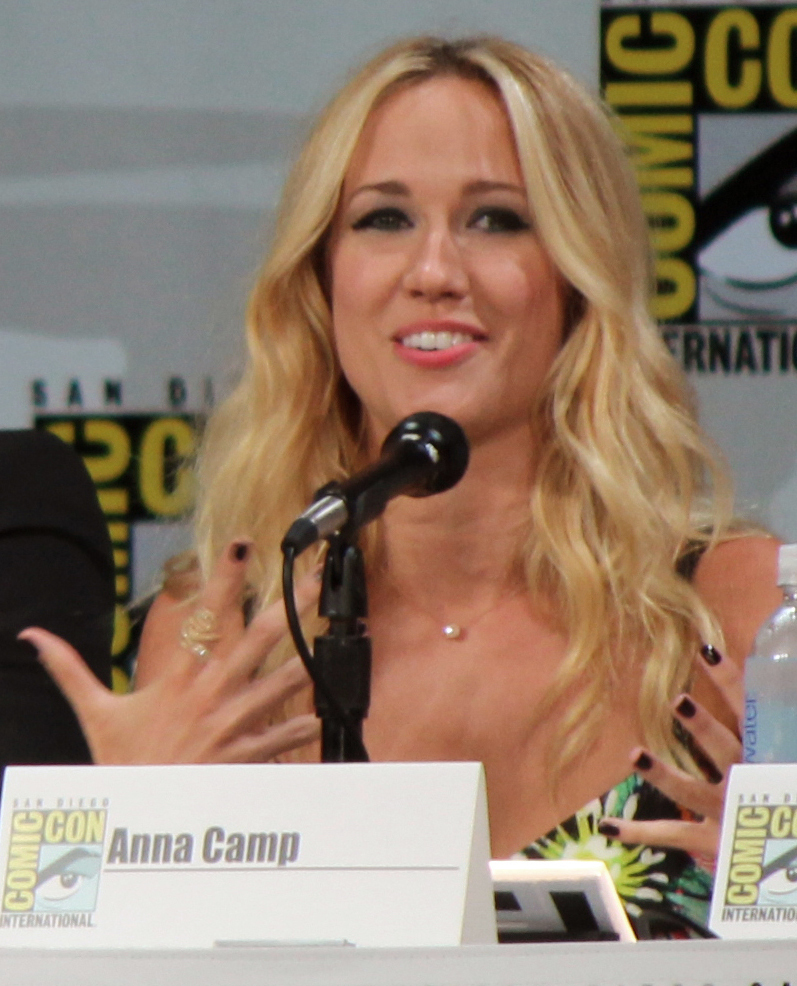
Anna Camp interprète Reagan et Maddie.

### Acteurs récurrents

#### Saison 1
- Daniel Cosgrove (VF : Stéphane Pouplard) : Ron
- Kathryn Gallagher (en) (VF : Kahina Tagherset) : Annika Attwater (invitée saison 5)
- Nicole Kang (VF : Jade Phan-Gia) : Lynn Lieser
- Victoria Cartagena (en) (VF : Céline Ronté) : Claudia
- Mark Blum (VF : Jean-Pierre Leroux) : M. Mooney
- Lou Taylor Pucci (VF : Stanislas Forlani) : Benjamin Ashby
- Hari Nef (VF : Youna Noiret) : Blythe
- John Stamos (VF : Sylvain Agaësse) : Dr Nicky (invité saison 2)

#### Saison 2
- Adwin Brown (VF : Mike Fedée) : Calvin
- Robin Lord Taylor (VF : Stéphane Marais) : Will Bettelheim (invité saison 5)
- Marielle Scott (VF : Sophie Riffont) : Lucy Sprecher
- Melanie Field (en) (VF : Vanessa Van-Geneugden) : Sunrise Darshan Cummings
- Charlie Barnett (VF : Franck Lorrain) : Gabe Miranda
- Chris D'Elia (en) (VF : Damien Ferrette) : Henderson
- Magda Apanowicz (VF : Nadine Girard) : Sandy Goldberg (invitée saison 3)
- Danny Vasquez (VF : Emmanuel Garijo) : David Fincher
- Aidan Wallace : Joseph « Joe » Goldberg (enfant)

#### Saison 3
- Scott Speedman (VF : Jean-Pierre Michaël) : Matthew Engler
- Michaela McManus (VF : Françoise Cadol) : Natalie Engler
- Shannon Chan-Kent (VF : Geneviève Doang) : Kiki
- Ben Mehl (VF : Guillaume Desmarchelier) : Dante Ferguson
- Chris O'Shea (VF : Clément Moreau) : Andrew
- Christopher Sean (en) (VF : Tony Marot) : Brandon
- Bryan Safi (VF : Jérémie Bédrune) : Jackson
- Mackenzie Astin (en) (VF : Thibaut Lacour) : Gil Brigham
- Ayelet Zurer (VF : Marjorie Frantz) : Dr Chandra
- Scott Michael Foster (VF : Benjamin Gasquet) : Ryan Goodwin
- Jack Fisher (VF : Julien Crampon) : Joseph « Joe » Goldberg (jeune)
- Mauricio Lara (VF : Théo Gebel) : Paulie
- Kim Shaw (VF : Flora Kaprielian) : Fiona
- Dallas Skye (VF : Bianca Tomassian) : Juliette Goodwin (invitée saison 4)
- Marcia Cross (VF : Blanche Ravalec) : Jean Peck

#### Saison 4
- Niccy Lin (VF : Elsa Davoine) : Sophie Soo
- Aidan Cheng (VF : Alexandre Bierry) : Simon Soo
- Stephen Hagan (en) (VF : Julien Allouf) : Malcolm Harding
- Ben Wiggins (VF : Eilias Changuel) : Roald
- Eve Austin (VF : Zina Khakhoulia) : Gemma Graham-Greene
- Ozioma Whenu (VF : Amélia Ewu) : Blessing Bosede
- Dario Coates (en) (VF : Jim Redler) : Connie
- Sean Pertwee (VF : Michel Dodane) : Vic
- Brad Alexander (VF : Florent Pochet) : Edward
- Alison Pargeter (en) (VF : Marie-Laure Dougnac) : Dawn
- Adam James (en) (VF : Pierre Tessier) : Elliot Tannenberg
- Greg Kinnear (VF : Bruno Choël) : Tom Lockwood

Version française
- Société de doublage : Deluxe Media Paris[2],[3],[4]
- Direction artistique : Pauline Brunel[3]
- Adaptation des dialogues : Marie Causse et Viviane Lesser[3]
- Chargé de production : Cédric Millard[4]

 Source et légende : version française (VF) sur RS Doublage et Doublage Séries Database

## Production

### Développement
En février 2015, la chaîne de télévision Showtime annonce que Greg Berlanti et Sera Gamble (en) développent une série adaptée du roman Parfaite de l'écrivaine Caroline Kepnes.
Deux ans plus tard, en 2017, alors que le projet stagne, la chaîne Lifetime récupère la série.
En avril 2017, Lifetime annonce commander directement une saison de dix épisodes.
L'année suivante, elle dévoile le lancement de la série pour la rentrée 2018 et annonce avoir signé un contrat avec Netflix pour la diffusion de la série dans les autres pays.
Le 26 juillet 2018, Lifetime annonce le renouvellement de la série pour une deuxième saison, avant même la diffusion de la première. Elle sera basée sur le deuxième volume, Les corps cachés.
Le 3 décembre 2018, le service Netflix - qui dispose des droits de diffusions de la série en dehors des États-Unis pour sa première saison - dévoile avoir récupéré la série à la suite de son abandon par Lifetime qui souhaite changer de ligne éditoriale et se concentrer sur la diffusion de téléfilms. À la suite de ce changement de chaîne, la série devient officiellement une série originale globale du service.
Le 14 janvier 2020, Netflix annonce le renouvellement de la série pour une troisième saison, toujours composée de dix épisodes, elle est prévue pour le 15 octobre 2021. Les retours de Penn Badgley et de Victoria Pedretti sont également confirmés par le service.
Le 13 octobre 2021, soit deux jours avant la diffusion de la troisième saison, Netflix renouvelle la série pour une quatrième saison.
Une cinquième saison, qui sera la dernière, est commandée le 24 mars 2023 pour une diffusion en 2024, finalement mise en ligne le 24 avril 2025. Les producteurs de la série, Sera Gamble et Greg Berlanti, cèdent leurs places à Michael Foley et Justin W. Lo.

### Attribution des rôles
Le 26 juin 2017, Penn Badgley est le premier à rejoindre la distribution en obtenant le rôle de Joe Goldberg.
Au cours de l'été 2017, Elizabeth Lail, Zach Cherry, Luca Padovan et Shay Mitchell sont annoncés à la distribution.
En septembre 2017, Hari Nef rejoint la distribution pour le rôle récurrent de Blythe, une camarade de Beck. Elle est suivie quelques jours après par Nicole Kang  et par Daniel Cosgrove pour le rôle de Ron, un agent de probation.
En octobre 2017, Michael Maize et Ambyr Childers rejoignent la distribution puis en novembre 2017, John Stamos est choisi pour interpréter le Dr Nicky, le thérapeute du personnage de Penn Badgley.
Le 30 janvier 2019, l'actrice Victoria Pedretti rejoint la distribution pour le rôle de Love Quinn, une jeune femme qui croisera le chemin de Joe à Los Angeles. Elle est suivie par James Scully et Jenna Ortega le lendemain.
Le 1er février 2019, Ambyr Childers, récurrente lors de la première saison, rejoint la distribution principale à partir de la seconde saison dans laquelle elle reprendra son personnage de Candace Stone. Quelques jours après, Adwin Brown  et Robin Lord Taylor rejoignent la distribution récurrente de la seconde saison. Enfin, Carmela Zumbado rejoint la distribution principale en fin de mois pour le rôle de Delilah Alves, la voisine de Joe.
En octobre 2020, Travis Van Winkle et Shalita Grant rejoignent la distribution principale de la troisième saison. En fin de mois, Scott Speedman rejoint la distribution récurrente. Le mois suivant, il est dévoilé que Saffron Burrows, récurrente lors de la deuxième saison, reprendra son rôle dans la distribution principale de la troisième. Dylan Arnold et Tati Gabrielle signent également pour des rôles principaux. Parallèlement, Michaela McManus, Shannon Chan-Kent, Ben Mehl, Christopher O' Shea (en), Christopher Sean (en), Bryan Safi, Mackenzie Astin (en), Aurely Zurer et Jack Fisher pour des rôles récurrents ou invités.
En février 2022, Lukas Gage rejoint la distribution principale de la quatrième saison. Un mois plus tard, Charlotte Ritchie rejoint la distribution principale de la saison 4. En avril 2022,Tilly Keeper (en), Amy-Leigh Hickman (en) et Ed Speleers signent également pour des rôles principaux, tandis que Niccy Lin, Aidan Cheng, Stephen Hagan (en), Ben Wiggins, Eve Austin (en), Ozioma Whenu, Dario Coates (en), Sean Pertwee, Brad Alexander, Alison Pargeter (en) et Adam James (en) signent pour des rôles récurrents ou invités.

### Tournage
Le tournage de la première saison s'est déroulé à New York aux États-Unis et s'est terminé le 19 décembre 2017.
En juillet 2018, la production signe un contrat pour tourner la deuxième saison de la série à Los Angeles. Le tournage de la deuxième saison a commencé en février 2019 à Los Angeles et s'est achevé en juin de la même année.
Le tournage de la troisième saison a commencé le 2 novembre 2020 en Californie et devait originellement s'achever en avril 2021,,, mais le 30 décembre 2020 à cause du covid-19 le tournage de la saison 3 fut suspendu. Le tournage repris en février 2021 et s'est terminé en avril de la même année,.
Le tournage de la quatrième saison a commencé le 22 mai 2022 à Londres au Royaume-Uni,, il s’achève le 27 août 2022.

## Épisodes
| Saisons | Saisons | Nombre d'épisodes | Diffusion originale | Diffusion originale | Chaîne d'origine | Chaîne d'origine |
| Saisons | Saisons | Nombre d'épisodes | Début de saison     | Fin de saison       | Chaîne d'origine | Chaîne d'origine |
| ------- | ------- | ----------------- | ------------------- | ------------------- | ---------------- | ---------------- |
|         | 1       | 10                | 7 septembre 2018    | 9 novembre 2018     | Lifetime         |                  |
|         | 2       | 10                | 26 décembre 2019    | 26 décembre 2019    | Netflix          |                  |
|         | 3       | 10                | 15 octobre 2021     | 15 octobre 2021     | Netflix          |                  |
|         | 4       | 10                | 9 février 2023      | 9 mars 2023         | Netflix          |                  |
|         | 5       | 10                | 24 avril 2025       | 24 avril 2025       | Netflix          |                  |

### Première saison (2018)
Basée sur le premier roman, Parfaite, et composée de dix épisodes, elle a été diffusée entre le 9 septembre et le 11 novembre 2018 sur Lifetime.
1. Pilote (Pilot) ;
2. Le Dernier chic type de New York (The Last Nice Guy in New York) ;
3. Peut-être (Maybe) ;
4. Le capitaine (The Captain) ;
5. Vivre avec l'ennemi (Living with the Enemy) ;
6. L'Amour fou (Amour Fou) ;
7. Toulation, nom féminin (Everythingship) ;
8. Tout à toi (You Got Me Babe) ;
9. Candace (Candace) ;
10. Le Château de Barbe bleue (Bluebeard's Castle).

### Deuxième saison (2019)
Basée sur le deuxième roman, Les corps cachés, et composée de dix épisodes, elle a été mise en ligne intégralement le 26 décembre 2019 sur Netflix.
1. Nouveau départ (A Fresh Start) ;
2. Pas trop profond (Just the Tip) ;
3. De belles amitiés (What Are Friends For?) ;
4. Le Bon, la Brute et Hendy (The Good, The Bad, & The Hendy) ;
5. Le Week-end bien-être (Have a Good Weekend Joe!) ;
6. Adieu, ma jolie (Farewell, My Bunny) ;
7. Une crise ex-istentielle (Ex-istential Crisis) ;
8. Beverly Hills Parano (Fear and Loathing in Beverly Hills) ;
9. Inspecteur Joe (P.I. Joe) ;
10. La Face cachée de l'amour (Love, Actually).

### Troisième saison (2021)
Composée de dix épisodes, elle a été mise en ligne intégralement le 15 octobre 2021 sur Netflix.
1. Et ils vécurent heureux pour toujours (And They Lived Happily Ever After) ;
2. J'ai donc épousé une tueuse hacheuse (So I Married an Axe Murderer) ;
3. Le syndrome de la femme blanche disparue (Missing White Woman Syndrome) ;
4. Tous solidaires à Madre Linda (Hands Across Madre Linda) ;
5. Au fin fond des bois (Into the Woods) ;
6. Affaire de femmes et femmes d'affaires (W.O.M.B.) ;
7. Tout le monde est fou ici (We're All Mad Here) ;
8. Échanger n'est pas jouer (Swing and a Miss) ;
9. Feu rouge (Red Flag) ;
10. Et l'amour dans tout ça ? (What Is Love?).

### Quatrième saison (2023)
Composée de dix épisodes, la saison a été diffusée en deux parties, la première partie a été mise en ligne le 9 février 2023 et la deuxième le 9 mars 2023.
1. Les Vacances de Joe (Joe Takes a Holiday)
2. Portrait de l’artiste (Portrait of the Artist)
3. Mangeons les riches (Eat the Rich)
4. Hampsbridge (Hampsie)
5. Chasse au renard (The Fox and the Hound)
6. Une amitié à toute épreuve (Best of Friends)
7. Un innocent que la société a corrompu (Good Man, Cruel World)
8. Où vas-tu, et où étais-tu ? (Where Are You Going, Where Have You Been?)
9. Elle n'est pas là (She's Not There)
10. La Mort de Jonathan Moore (The Death of Jonathan Moore)

### Cinquième saison (2025)
Cette dernière saison sort le 24 avril 2025 sur Netflix.
1. Le plus grand veinard de New York (The Luckiest Guy in NY)
2. Le sang appelle le sang (Blood Will Have Blood)
3. Le syndrome de l'imposteur (Impostor Syndrome)
4. Ma douce Maddie (My Fair Maddie)
5. Une dernière danse (Last Dance)
6. La face cachée de l'amour (The Dark Face of Love)
7. #JoeGoldberg (#JoeGoldberg)
8. Folie à deux (Folie a Deux)
9. Le procès des Furies (Trial of the Furies)
10. Dernier acte (Finale)

### Fin alternative envisagée pour la saison 5 ( alerte spoil! )
Les showrunners ont révélé qu'une fin alternative avait été envisagée, dans laquelle Joe Goldberg serait mort ou apparaîtrait comme un spectre, suggérant une chute encore plus tragique du personnage. Finalement, ils ont préféré une conclusion où Joe est emprisonné, le forçant à confronter ses actes sans rédemption.

## Accueil

### Critiques
La première saison de la série reçoit des critiques majoritairement positives. Sur le site agrégateur de critiques Rotten Tomatoes, elle recueille 93 % de critiques positives, avec une note moyenne de 6,97/10 sur la base de 57 critiques collectées, lui permettant d'obtenir le statut « Frais », le certificat de qualité du site. Le consensus critique établi par le site résume que la série est un drame passionnant, amusant et osé, qui crée une histoire horrifique addictive à l'ère des réseaux sociaux et qui parvient à marquer le spectateur.
Sur Metacritic, elle reçoit également des critiques positives, obtenant une note de 74/100 basée sur 16 critiques collectées.
La deuxième saison est également bien reçue par la critique avec un score de 91 % de critiques positives, avec une note moyenne de 8,09/10 sur la base de 33 critiques collectées, obtenant un second statut « Frais ». Le consensus critique résume que la saison arrive à conserver le côté subversif de la précédente tout en ajoutant de nouvelles variations à la formule de la série.

### Audiences
Lors de sa première saison, la série était une production destinée à la chaîne Lifetime. En raison des faibles audiences de la saison, la chaîne abandonne la série qui est alors récupérée par le service Netflix qui assure sa diffusion dans le reste du monde.
Seule la première saison de la série a donc été diffusée à la télévision américaine et bénéficie par conséquent d'audience télévisée.
| Saisons | Diffusion      | Nombre d'épisodes | Lancement        | Lancement       | Final            | Final           | Téléspectateurs (en moyenne) |
| Saisons | Diffusion      | Nombre d'épisodes | Date             | Téléspectateurs | Date             | Téléspectateurs | Téléspectateurs (en moyenne) |
| ------- | -------------- | ----------------- | ---------------- | --------------- | ---------------- | --------------- | ---------------------------- |
| 1       | Dimanche, 22 h | 10                | 9 septembre 2018 | 824 000         | 11 novembre 2018 | 526 000         | 679 000                      |

Peu avant la mise en ligne de la seconde saison, Netflix dévoile que la première saison a été vue par plus de 43 millions de spectateurs depuis sa mise en ligne sur le service, permettant à la série de rattraper son échec sur Lifetime.

## Distinctions
Sauf indication contraire, les informations mentionnées dans cette section peuvent être confirmées par la base de données cinématographiques IMDb,  présente dans la section « Liens externes ».

### Nominations
- Saturn Awards 2019 :
  - meilleure série d'horreur et thriller en streaming ;
  - meilleur acteur d'un programme en streaming pour Penn Badgley ;
  - meilleure actrice d'un programme en streaming pour Elizabeth Lail.